# Девојка из воза (филм)
Девојка из воза (енгл. The Girl on the Train) амерички је психолошки трилер филм из 2016. године, у режији Тејта Тејлора, по сценарију Ерин Кресиде Вилсон. Темељи се на истоименом роману Поле Хокинс. Главне улоге глуме: Емили Блант, Ребека Фергусон, Хејли Бенет, Џастин Теру, Лук Еванс, Алисон Џени, Едгар Рамирез и Лиса Кудроу. Прати разведену алкохоличарку која постаје део истраге о несталој особи.
Премијерно је приказан 20. септембра 2016. у Лондону, док је у биоскопе пуштен 7. октобра у САД, односно 13. октобра у Србији. Остварио је комерцијални успех зарадивши 173 милиона долара широм света. Иако је добио помешане рецензије, глума Блантове је остварила изузетно добар пријем, те је номинована за награду Удружења филмских глумаца за најбољу глумицу у главној улози и БАФТА за најбољу глумицу у главној улози.

## Радња
Главна јунакиња овог трилера је Рејчел Емили Блант), која свако јутро путује истим возом и пролази поред куће у којој је некада живела, присећајући се живота који је неповратно изгубила. У мноштву ушушканих приградских домова, поглед јој изнова лута до једног у коме живи срећан брачни пар — двоје младих, лепих и наизглед срећно заљубљених. Међутим, стварност је далеко од те идиличне слике, а Рејчел ће убрзо сазнати шта се крије иза затворених врата савршеног дома. Када се у мирном насељу догоди злочин, Рејчел схвата да је укључена у њега више него што је и сама свесна.

## Улоге
| Глумац          | Улога            |
| --------------- | ---------------- |
| Емили Блант     | Рејчел Вотсон    |
| Ребека Фергусон | Ана Вотсон       |
| Хејли Бенет     | Меган Хипвел     |
| Џастин Теру     | Том Вотсон       |
| Лук Еванс       | Скот Хипвел      |
| Алисон Џени     | детективка Рајли |
| Едгар Рамирез   | др Камал Абдик   |
| Лиса Кудроу     | Марта            |
| Лора Припон     | Кети             |
| Дарен Голдстајн | мушкарац у оделу |